# 에스하우 엔터테인먼트의 음반
이 문서는 에스하우 엔터테인먼트에서 발표한 음반 목록이다.

## 2010년대
- 2017년 8월 3일 AA - [Digital Single] FLEX
- 2018년 4월 20일 BNF - [Digital Single] 꽃잎이 되어
- 2019년 10월 16일 AA - [Digital Single] 소름
- 2019년 12월 13일 AA - [Digital Single] 멀어져[1]